# Gerrit Akkermans
Gerardus Antonius (Gerrit) Akkermans (Helmond, 20 september 1930 – Helmond, 6 november 1996) was een Nederlandse profvoetballer. Hij speelde voor Helmondia, Sportclub Venlo '54, VVV, Be Quick en Wageningen.

## Carrière
Akkermans begon zijn voetbalcarrière als jeugdspeler bij SC Helmondia. Bij de start van het profvoetbal in Nederland werd hij aangetrokken door Sportclub Venlo '54 dat kort nadien opging in VVV.
In 1955 werd Akkermans samen met Jenne Smit aangetrokken door het Groningse Be Quick. Hij hield het ook daar na een seizoen voor gezien. De aanvaller keerde terug naar zijn oude club SC Helmondia, dat onder de naam Helmondia '55 inmiddels ook was toegetreden tot het betaalde voetbal.
Akkermans speelde drie seizoenen voor de Helmondse eerste-divisionist. In 1959 werd hij getransfereerd naar FC Wageningen, dat destijds eveneens in de eerste divisie uitkwam. Ook daar speelde hij drie seizoenen. Hij was de eerste Helmonder die betaald kreeg voor het voetballen. Akkermans overleed in 1996 op 66-jarige leeftijd.

### Profstatistieken
| Seizoen | Club                | Competitie       | Competitie | Competitie | Beker | Beker | Overig | Overig | Totaal | Totaal |
| Seizoen | Club                | Competitie       | Wed.       | Dlp.       | Wed.  | Dlp.  | Wed.   | Dlp.   | Wed.   | Dlp.   |
| ------- | ------------------- | ---------------- | ---------- | ---------- | ----- | ----- | ------ | ------ | ------ | ------ |
| 1954    | Sportclub Venlo '54 | NBVB             | 8          | 4          | —     | —     | —      | —      | 8      | 4      |
| 1954/55 | VVV                 | Eerste klasse D  | 19         | 6          | —     | —     | —      | —      | 19     | 6      |
| 1955/56 | Be Quick            | Eerste klasse B  | ??         | 7          | —     | —     | —      | —      | ??     | 7      |
| 1956/57 | Helmondia '55       | Eerste divisie A | ??         | 2          | ?     | 0     | —      | —      | ??     | 2      |
| 1957/58 | Helmondia '55       | Eerste divisie B | ??         | 2          | ?     | 0     | —      | —      | ??     | 2      |
| 1958/59 | Helmondia '55       | Eerste divisie B | ??         | 0          | ?     | 0     | —      | —      | ??     | 0      |
| 1959/60 | Wageningen          | Eerste divisie A | 26         | 0          | —     | —     | —      | —      | 26     | 0      |
| 1960/61 | Wageningen          | Eerste divisie B | 11         | 0          | ?     | 0     | —      | —      | ??     | 0      |
| 1961/62 | Wageningen          | Eerste divisie B | 11         | 0          | ?     | 0     | —      | —      | ??     | 0      |
| Totaal  | Totaal              | Totaal           | ???        | 21         | ??    | 0     | 0      | 0      | ???    | 21     |